# Thomas Crewe (homme politique)
Sir Thomas Crewe, né le 3 avril 1564 et mort le 1er février 1634, est un avocat et homme politique anglais.

## Biographie
Il est éduqué à Shrewsbury School puis étudie le droit à Gray's Inn, et est appelé au barreau en 1591. Il s'intéresse à la politique, mais fait carrière comme avocat, se mettant au service notamment de Gilbert Talbot, 7e comte de Shrewsbury. Il est élu député de la ville de Lichfield à la Chambre des communes du Parlement d'Angleterre en 1604. De conviction puritaine comme bon nombre des députés, il siège à des commissions parlementaires qui examinent des propositions de lois pour restreindre les publications catholiques, réformer le clergé anglican et prévenir les abus dans les tribunaux ecclésiastiques. Il mène avec succès l'opposition à une proposition d'amendement à une loi de 1593, visant à abroger les amendes infligées à tout homme dont l'épouse refuse de se rendre régulièrement à l'église. Il souhaite par ailleurs que seul le Parlement, et non le clergé, puisse définir ce qui constitue une hérésie. Lors d'un débat à la Chambre en juin 1610, il prononce un long discours réfutant la « supposée prérogative » qu'aurait le roi Jacques Ier d'introduire lui-même des taxes sur les produits importés. Ce parlement élu en 1604 est finalement dissous en février 1611.
Le prochain parlement est élu en 1614, et Thomas Crewe y siège comme député de Bere Alston. C'est le « Parlement stérile », présidé par son frère Ranulph Crewe et qui ne siège que deux mois. Thomas Crewe y prend à nouveau la parole, de manière répétée, sur la question des « impositions », c'est-à-dire les taxes voulues par le roi sur les produits importés. Il déplaît au monarque, qui fait savoir après la dissolution du parlement que Thomas Crewe ne doit pas se voir proposer de poste de juge à Londres. Il devient juge de paix pour le Northamptonshire en 1616, fonction qu'il conservera jusqu'à sa mort. Par la suite, il est brièvement employé comme conseiller juridique par la reine Anne de Danemark, l'épouse du roi Jacques, avant la mort de celle-ci en mars 1619. 
Il est député de Northampton au parlement de 1621, et y joue un rôle actif. Il demande en vain au roi d'expulser tous les catholiques de Londres, mais il prononce également un discours demandant que la liberté d'expression des députés soit respectée dans la tenue de leurs débats, sans censure ni intimidation. Pour autant, il soutient la décision de la Chambre d'expulser le député catholique et courtier John Leedes, qui n'a pas prêté serment en reconnaissant la suprématie religieuse du roi. En novembre, il est le premier député à se prononcer contre le souhait du roi de fiancer le prince Charles à une princesse espagnole et donc catholique. Crewe dépeint l'Espagne comme une nation ennemie, et, avec d'autres, presse le roi de trouver une épouse protestante pour son héritier. Face à la colère du roi, il argue que la coutume permet au Parlement de conseiller le monarque en matière de mariages princiers. En décembre, le député Sir Robert Phelips et lui prennent la parole « furieusement » pour rejeter l'idée, avancée par Jacques, que le Parlement ne dispose de prérogatives que par le bon vouloir du roi. Il s'oppose également à la demande du roi qui souhaite que les députés dressent une liste écrite de leurs prérogatives : Crewe considère que ces droits ne sauraient être réduits à une liste, à vocation exclusive. Jacques dissout le parlement le lendemain, et fait emprisonner plusieurs députés qu'il considère comme hostiles - dont Sir Robert Phelips et Sir Edward Coke. Thomas Crewe en réchappe, mais est écarté du pays : Il est envoyé en Irlande en mars 1522 examiner les affaires de ce royaume soumis à l'autorité de l'Angleterre. Il « se consacre avec enthousiasme à la tâche de réformer l'Église d'Irlande et les tribunaux ». La commission dont il est membre dénonce « l'incompétence et la corruption » de l'administration irlandaise, qu'ils parviennent en partie à réformer. Cette tâche lui vaut la reconnaissance du roi Jacques, qui le fait chevalier en novembre 1623. 
Il est élu député d'Aylesbury au parlement de 1624. Soutenu par John Williams, le lord keeper (garde) du grand sceau d'Angleterre, ainsi que par le prince Charles et par George Villiers, duc de Buckingham et favori du roi, il est élu président de la Chambre des communes par acclamation, sur proposition du gouvernement et avec l'approbation du roi. Cette élection crée la surprise, tant Thomas Crewe a la réputation d'être un député « fauteur de troubles ». Elle est interprétée comme une tentative de conciliation de la part du gouvernement, envers Crewe personnellement et envers la faction anti-catholique à la Chambre. Lors de son premier discours, il tend explicitement un « rameau d'olivier » au roi, l'invitant à oublier leurs désaccords passés. Il s'avère un président efficace de la Chambre, faisant adopter rapidement diverses propositions de loi restées en suspens. C'est le « Parlement heureux ». 
Il est à nouveau choisi comme président de la Chambre pour le parlement de 1625, le premier du règne du nouveau roi Charles Ier ; il y siège comme député du bourg de Gatton, dans le Surrey. Le Parlement vote les crédits pour la poursuite de la guerre de Trente Ans, mais n'approuve que des crédits minimes au roi pour la conduite des affaires du royaume. Par ailleurs, les députés rechignent à demeurer à Londres, où sévit une épidémie de peste. Plutôt que demander à Crewe de porter à la Chambre sa demande de fonds supplémentaires, le roi et son conseiller le duc de Buckingham envoient le secrétaire d'État John Coke exprimer cette demande auprès des députés. Cette entorse au rôle de leur président offense les députés, qui refusent. Ce « Parlement inutile » est dissous. 
Thomas Crewe ne siège plus à la Chambre après cette date, mais son fils aîné John est élu député de Brackley au parlement de 1626, et est fait baron par Charles II en 1661. Bien que malade, Thomas Crewe poursuit son métier d'avocat jusqu'à l'avant-veille de sa mort en 1634. Dans son testament il lègue des sommes aux pauvres de Brackley, de Banbury et de Nantwich, ainsi que pour l'établissement d'un hôpital à Brackley.